# Aigues-Vives (Aude)
Aigues-Vives è un comune francese di 526 abitanti situato nel dipartimento dell'Aude nella regione dell'Occitania.

## Società

### Evoluzione demografica
Abitanti censiti